# Crocallis crassilineata
Crocallis crassilineata là một loài bướm đêm trong họ Geometridae.